# Syncephalis parvula
Syncephalis parvula är en svampart som beskrevs av Gruhn 1991. Syncephalis parvula ingår i släktet Syncephalis och familjen Piptocephalidaceae.   Inga underarter finns listade i Catalogue of Life.